# دانیله فورمیکا
دانیله فورمیکا (ایتالیایی: Daniele Formica؛ ‏ ۱۰ ژوئن ۱۹۴۹ – ۱ فوریهٔ ۲۰۱۱) بازیگر، صداپیشه، کارگردان نمایش و نمایشنامه‌نویس اهل ایتالیا بود.
از فیلم‌های او می‌توان به انجیرتیغی، با ببرها بازی نکنید و دارم یه قایق تفریحی می‌گیرم اشاره کرد.